# ベントレー・3リットル

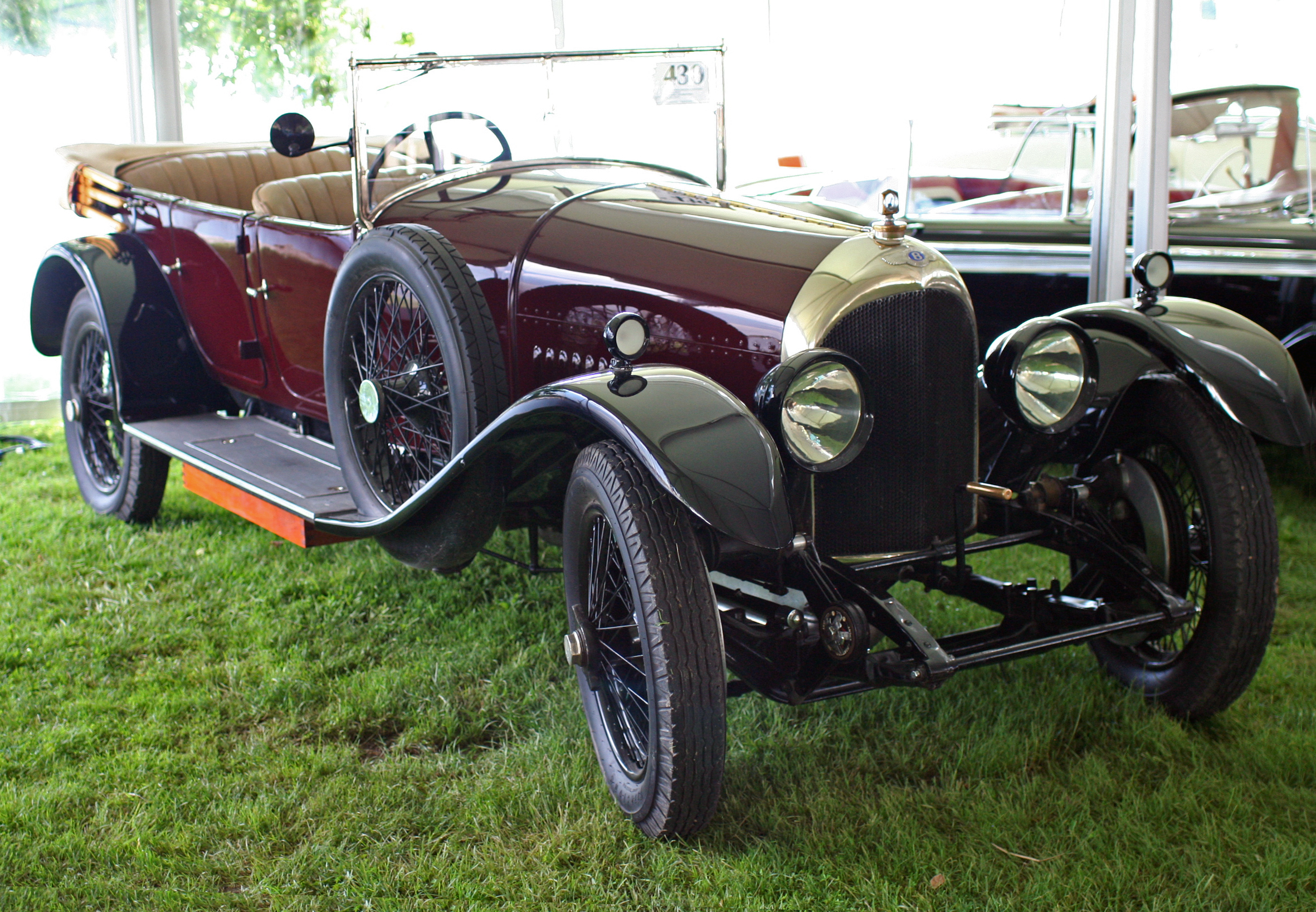
3リットル

ベントレー・3リットルはベントレーが1921年から1926年に製造した乗用自動車である。

## 概要
ウォルター・オーウェン・ベントレーがベントレーを設立して最初に製造した製品である。開発に際し参考にしたのはギアトレーン駆動DOHC4バルブデスモドロミックを採用していた1912年製グランプリプジョーと、ベベルギアヴァーチカルシャフトカム駆動SOHC4バルブの1914年製グランプリメルセデスであり、メカニズムはメルセデスに極めて似ていた。EXP1、EXP2、EXP3の試作車を経て1921年から量産に入った。
エンジンは内径φ3.1in（約80mm）×行程5.8in（約149mm）の水冷直列4気筒、排気量は2,994cc。圧縮比4.3のシリンダーヘッドとブロックはワンピースの鋳鉄製、クランクケースはアルミニウム製で出力は70hp。
トランスミッションは4MTでクロスレシオとワイドレシオが用意されていた。
シャシは極めて正統的な鍛造ラダーフレームに半楕円リーフリジッドサスペンションの構成であったが。リアアクスルケースをリーフの上に置いたこと、ブレーキがリアのみながらフットとハンドの2系統になっていたのが特徴的である。ホイールベースは117.5in（約2984.5mm）。最高速度は80mph（約129km/h）。
ノーマルモデルはエンブレムが青い。
生産台数はスピードとスーパースポーツを含めて1,622台。6気筒版が6½リットル、後継は4½リットル。

## スピード
1923年にSU製キャブレターを装着し圧縮比を5.3に上げて80hpに出力向上した「スピード」が追加された。ブレーキは4輪に装備されるようになり、冷却系統にサーモスタットが組み込まれた。外観上ノーマルとほとんど差異はないがエンブレムが赤いことで区別できる。1926年からは従前の「スーパースポーツ」モデル、すなわち圧縮比5.6、85hpの仕様に「スピード」モデルの名前が使われるようになった。生産台数は513台。

## スーパースポーツ
1925年に圧縮比を5.6に上げて85hpに出力向上した「スーパースポーツ」が追加された。外観上ノーマルとほとんど差異はないがエンブレムが緑であることで区別できる。1926年からは圧縮比6、90hpとなった。生産台数は18台。

## レース戦績
1922年にワークスチーム「ベントレー・ボーイズ」が結成され、最初のル・マン24時間レースとなった1923年のル・マン24時間レースにジョン・ダフ（Capt. John F. Duff ）/フランク・クレモン（Frank Clement ）組がゼッケンNO.8で参戦、燃料タンクが壊れてガソリンが漏れたため優勝を逃したものの23時間を走破した辺りで当時のコースレコードとなる平均107.328km/hを記録するなど実力を見せつけながら4位入賞した。
1924年のル・マン24時間レースにはジョン・ダフ/フランク・クレモン組の8号車が総合優勝した。
1927年のル・マン24時間レースには「スーパースポーツ」でダドリー・ベンジャフィールド（Dudley Benjafield  ）/サミー・デイヴィス（Sammy Davis  ）組が多くの車両がメゾン・ブランシュの玉突き事故でリタイヤする中で幸運にもリタイヤを免れ、シャシが歪んだまま走行を続けて総合優勝した。